# 查戈斯群岛
查戈斯群岛（英語：Chagos Archipelago），是印度洋中部的一个群岛，由7个环礁共60餘岛组成，位于马尔代夫正南方约500公里处。群岛陆地面积约为56.13平方公里，主岛迪戈加西亚岛面积32.5平方公里，包括潟湖在内佔据海域面积约15000平方公里，专属经济区面积636600平方公里.
该群岛长期由英国实际控制，行政上歸英属印度洋领地管轄。2024年10月3日，英国宣布同意放弃查戈斯群岛的主权，将在未来把群岛移交给毛里求斯。2025年5月22日，英国与毛里求斯签署一项协议，将查戈斯群岛主权移交给毛里求斯，并以99年租期的形式保留美英在该地区的军事基地运营权；预计协议将在2025年底生效。

## 地理
查戈斯群岛位于马尔代夫以南约500公里、塞舌尔群岛以东约1880公里、罗德里格岛东北约1680公里、科科斯群岛以西约2700公里以及阿姆斯特丹岛以北约3400公里处。
群岛的陆地总面积为56.13平方公里，最大的岛屿迪戈加西亚岛面积为32.5平方公里。包括环礁内的泻湖在内的总面积超过15000平方公里，其中大查戈斯浅滩占了12,642平方公里。大陆架面积20607平方公里，专属经济区北部与马尔代夫对应区域接壤，面积639611平方公里（含领海）。
查戈斯群岛拥有世界上最大的珊瑚环礁——查戈斯大浅滩，该浅滩是世界上最大的环礁结构，它支撑着印度洋优质珊瑚礁总面积的一半。查戈斯群岛的生态系统在抵御气候变化和环境破坏方面发挥着重大作用。
该地区的主要自然资源是椰子和鱼类。商业捕鱼许可曾经为英属印度洋领地当局提供约200万美元的年收入。直至2010年10月，每年大约有两个月的时间用来捕捞鲣鱼和黄鳍金枪鱼，因为它们的洄游路线会穿过查戈斯群岛的水域。在查戈斯群岛，海龟、鲨鱼和其他海洋生物的偷猎现象相当严重。鲨鱼在平衡热带珊瑚礁的食物网中发挥着至关重要的作用，但由于非法捕捞以及在合法捕捞中的兼捕（bycatch），近些来年鲨鱼数量急剧减少。
群岛所有的经济活动都集中在最大的岛屿迪戈加西亚岛上，那里是英美联合军事设施的所在地。目前岛上没有任何工业或农业活动。
查戈斯群岛属于热带海洋性气候，炎热潮湿，但由于信风影响气候有所缓和。群岛阳光充足，气温温暖，偶有阵雨和微风。通常将十二月至二月视为雨季，此时受到夏季季风的影响，盛行微弱的西北偏西风，气温升高，降雨量增多。六月至九月则是旱季，盛行温和的东南风，气温稍微降低，降雨量减少。群岛全年平均降雨量约为2600毫米，其中8月（旱季）降雨量约为105毫米，1月（雨季）降雨量约为350毫米。

## 历史
查戈斯群岛最早由瓦斯科·达·伽马发现，18世纪初作为毛里求斯的一部分被法国占领。1814年，根据维也纳会议，法国将该群岛割让给英国，作为塞舌尔的一部分。1903年8月31日，英国将其从塞舌尔划出，重归毛里求斯管理。
1965年，英國將查戈斯群岛從毛里裘斯分割出來，划分为英属印度洋领地，并开始用粗暴手段将全部岛民强行迁离群島。毛里裘斯殖民地自治政府接受此次分割，換取三百萬英鎊賠償金，英國承諾会在防衛用途結束後將查戈斯群島歸還给毛里求斯。1968年，毛里求斯脱离英国殖民统治获得独立后，毛里求斯政府否认英国对查戈斯群岛拥有主权，指责英国此举违反国际法。國際法院及一些國際法律專家指出英国分割查戈斯群岛非法的，因爲國際法並不允許在未獨立前便將國家分割。在主权争议期间，1967年英国同美国签订条约，在迪戈加西亚岛上修建空军和海军基地。在两次海湾战争和阿富汗战争期间，迪戈加西亚岛基地均发挥极其重要的作用。該基地也被美國中央情報局用作秘密審問和非常規引渡恐怖分子嫌疑人。
2000年，英国高等法院裁决英国政府的强制移民行径违法，允许查戈斯人自由返回除迪戈加西亚岛之外的其他诸岛（美国以军事防卫需要为名，禁止平民踏足迪戈加西亚岛）。2004年英國政府運用皇家特權頒布樞密院命令，永遠禁止查戈斯人回到家園，2010年更將查戈斯群島劃作海洋保護區，背後目的在使查戈斯人難以再爭取回家。
2015年，常設仲裁法院判毛里裘斯政府勝訴，裁定英國設立查戈斯海洋保護區是違反國際法，但英國未執行该裁決。
2017年6月23日，聯合國大會表決通過將英國與毛里裘斯對查戈斯群島的爭議提交到國際法院，對分割查戈斯群島的法律後果提供諮詢意見，94國贊成，只有15國反對，歐盟很多國家投棄權票。2019年2月25日，國際法院駁回英國對查戈斯群島的主權要求，指出英國於1965年將查戈斯群岛從毛里裘斯分割出來的行為不符合相關國際法。國際法院要求英國應盡快將查戈斯群岛歸還毛里裘斯，終止其侵佔及非法管治。2019年5月22日，聯合國大會以116票對6票的壓倒性票數通過決議，要求英國在6個月內將查戈斯群島歸還毛里求斯。
2021年8月25日，萬國郵政聯盟通过投票，裁定所有来自查戈斯群岛的邮件必须贴上毛里求斯邮票，禁止使用英国邮票。英国表示除非印度洋周邊地區安全局势稳定，否则不会撤离查戈斯群岛驻军。BBC评论该裁定，表示此举使毛里求斯向争夺该群岛控制权迈出了重要一步，同时，英国在该群岛主权争议上几乎没有盟友。
2024年10月3日，英国宣布未來將查戈斯群岛的主权移交毛里求斯；根據兩國協議內容，英、美的迪戈加西亚島基地将会繼續租用运作。
2025年5月22日，伦敦高等法院裁定解除对归还查戈斯群岛主权的临时禁令。同日，英国首相施凱爾宣布英国与毛里求斯政府签署一项协议，将查戈斯群岛主权移交给毛里求斯，并以99年租期的形式保留美英在该地区的军事基地运营权。英国在99年租期内需向毛里求斯支付30亿英镑，并可选择延期50年。

## 人种和语言
群岛的岛民人数约为1,000人。他们是非洲、南印度、葡萄牙、英国、法国和马来人的混血后裔，在与世隔绝的群岛上过着非常简单、斯巴达式的生活，他们主要在椰子和甘蔗种植园工作，或者从事渔业和小型纺织业。尽管他们在毛里求斯的一些后裔仍然使用他们的语言，但他们的文化遗产所剩无几。
岛上的人们通常说查戈斯克里奥尔语（Chagossian Creole），也被称为Ilois Creole。岛屿的名称主要由荷兰语、法语、英语和查戈斯克里奥尔语混合而成。
目前迪戈加西亚岛是查戈斯群岛目前唯一有人居住的岛屿。
1960年代末和1970年代初，居住在这些岛屿上的岛民被美国和英国政府强行驱逐，被迫流离失所。截至2012年，岛上的临时人口约为3,000人（其中约有300名英国政府人员和2,700名美国陆军、海军和空军人员）。